# General Roca (Río Negro)
General Roca é uma cidade da Argentina, localizada na província de Rio Negro.